# Santo Forte
Santo Forte é um documentário brasileiro dirigido por Eduardo Coutinho, estreado em 1999, que conta  diversas experiências religiosas de alguns moradores da favela Vila Parque da Cidade, no Rio de Janeiro. O Filme é gravado entre o período em que ocorreu a missa campal celebrada pelo Papa no Aterro do Flamengo e o Natal em 1997.
As histórias contadas pelos entrevistados desenvolve no telespectador a imaginação de como aquilo aconteceu e até o questionamento sobre a fé.

## Sinopse
O documentário revela a história de algumas pessoas, residentes na favela Vila Parque da Cidade e suas experiências de comunicação com o sobrenatural, sejam eles Umbandistas Católicos ou Evangélicos. O diretor filma as pessoas em suas casas, mostrando sua intimidade. Além de captar e apresentar a interação da equipe de filmagem com os entrevistados nas lentes, mostrando para o telespectador a relação dos entrevistados diante das câmeras com maior realismo. Entre uma missa campal celebrada pelo Papa no Aterro do Flamengo e, meses depois, a comemoração do Natal, o documentário filma a intimidade dos católicos, umbandistas e evangélicos de uma favela carioca. Cada um a seu modo, eles crêem na comunicação direta com o sobrenatural através da intervenção de santos, orixás, guias ou do Espírito Santo.

## Contexto
O filme iniciou suas gravações em 5 de outubro de 1997, data em que o Papa celebrava a missa no Aterro do Flamengo e finalizou na véspera de natal, cada um contando seu modo de comemorar o aniversário de uma figura religiosa.

## Comentários e análises
“Em Santo Forte, a delimitação do ambiente social permite que Coutinho enfatize que está revelando vidas particulares em um tempo e espaço específicos, mas a escolha da favela tem implicações simbólicas potentes. Coutinho assinala a presença da câmera como um registro e um modo de fabricação da realidade. No entanto, seu objetivo não é produzir um metadocumentário, mas construir instantes de visibilidade e momentos de fala que são registrados no filme como parte integral da experiência de "ser" frente à câmera. A noção que norteia essa atividade é a de que a realidade da câmera não tem, necessariamente, que induzir os entrevistados a falsas ações encenadas, mas que o uso da câmera registrando suas imagens e vozes pode tornar-se uma forma de autoria.” Artigo de Beatriz Jaguaribe na Revista Galaxia.
“A comunidade é humilde, abriga gente cuja sabedoria tem mais a ver com a vivência do que necessariamente com qualquer experiência nos bancos escolares. Povo sofrido esse que encontra alento nos braços do catolicismo enquanto segue também a doutrina dos orixás.” Marcelo Muller, membro da ABRACCINE.
“Consideramos também que a postura do diretor e a própria edição do filme nos ensinam a ouvir o outro e a entender como a religião participa da vida das pessoas, e o quanto cada um de nós é constituído pelas religiões com as quais comungamos.” SCARELI Giovana Scareli, Jornalista e colunista na Revista FAEEBA.

## Participações
- Vera Dutra Dos Santos
- Thereza Ferreira
- Carla Daniela Santana
- André Luiz Teodoro
- Lidia Rodrigues de Andrade
- Braulino da Silva
- Marlene dos Santos Silva
- Francisca Maria das Chagas
- Alexsander Cardoso Navarro
- Djanira Cardoso Navarro
- Dejair da Cunha Pereira
- Carlos Henrique Ramalho
- Elizabeth Pereira da Silva
- Marilene Guedes da Silva
- Heloísa das Graças de Araujo
- Adilson Lins de Araujo
- Cícero Vicente
- Vanilda Olinda dias

## Ficha técnica
- Produção Executiva: Claudius Ceccon, Dinah Frotté, Elcimar de Oliveira
- Direção de Produção: Cláudia Braga
- Secretária de Produção: Lydia Salgado
- Assistência de Produção: Vera Dutra dos Santos, Daniel Coutinho, Maurício Silveira, Alexsander Cardoso Navarro
- Produção de Finalização: Cristiana Grumbach
- Estagiária de Produção: Fernanda Novaes
- Fotografia: Luis Felipe Sá, Fabian Silbert
- Segunda Câmera: Cristiana Grumbach
- Fotografia Adicional: André Horta
- Still: Claudia Linhares Sanz
- Assistência de Fotografia: Jaime Costa, Marcio Bredariol, Pedro Gomes
- Som Direto: Valeria Ferro, Paulo Ricardo Nunes
- Som Adicional: Bruno Fernandes, Elcy de Oliveira
- Montagem: Jordana Berg
- Edição de Som: Virginia Flores, Fernando Ariani
- Decupagem: Elaine Stopatto, Julio Cesar Barbosa, Lorenzo Aldé
- Pesquisa e Consultoria: Patricia Guimarães
- Pesquisa de Personagens: Patricia Guimarães, Cristiana Grumbach, Vera Dutra dos Santos, Daniel Coutinho
- Assistência de Direção: Cristiana Grumbach
- Direção: Eduardo Coutinho

## Prêmios
- Prêmio Especial do Júri, XXVII Festival de Cinema Brasileiro de Gramado, RS, 1999;
- Melhor Filme, Roteiro, Montagem e Prêmio da Crítica, XXXII Festival do Cinema Brasileiro de Brasília, DF, 1999;[1]
- Prêmio APCA de melhor filme, 2000.